# Kristina Vogel
Kristina Vogel (Leninskoje, 10 november 1990) is een Duitse voormalige wielrenster. Vogel was gespecialiseerd op de sprintonderdelen bij het baanwielrennen. Ze won twee olympische, elf wereld- en drie Europese titels.

## Loopbaan
Vogel werd geboren in Leninskoje, een district van Bisjkek, de hoofdstad van het huidige Kirgizië. Toen ze een half jaar oud was verhuisde ze met haar ouders naar Duitsland.
Vogel won zowel in 2007 als in 2008 drie wereldtitels bij de junior dames. 
In 2009 krijgt ze tijdens een trainingsrit nabij Erfurt een ongeluk, waarbij ze een nekwervel breekt. Hierdoor kon ze vier maanden niet fietsen. Het jaar daarop was ze vijfde op de individuele sprint op de wereldkampioenschappen in Kopenhagen.
Tijdens het wereldkampioenschap baanwielrennen van 2012 won zij samen met Miriam Welte, in een nieuw wereldrecord, de titel op de teamsprint. In hetzelfde jaar wonnen Welte en Vogel de teamsprint op de Olympische Zomerspelen in Londen na een diskwalificatie van het duo Gong en Shuang uit China. Vier jaar later won ze wederom goud tijdens de Olympische Zomerspelen 2016 in Rio de Janeiro, deze keer op de individuele sprint.
Op 27 juni 2018 raakte ze zeer ernstig gewond na een ongeluk op een training in Cottbus. Op 7 september 2018 maakte ze bekend dat ze hierbij een dwarslaesie heeft opgelopen, waardoor ze gedeeltelijk verlamd is en niet meer kan lopen.

## Privé
Vogel werkte op het vliegveld van Erfurt bij de paspoortencontrole.

## Belangrijkste resultaten

### Junior
2007
- Wereldkampioen teamsprint (met Sabine Bretschneider)
- Wereldkampioen 500m
- Wereldkampioen sprint
- Europees kampioen 500m
- Europees kampioen sprint

2008
- Wereldkampioen 500m
- Wereldkampioen sprint
- Wereldkampioen keirin

### Elite
2010
- Duits kampioen 500m
- Duits kampioen sprint
- Duits kampioen keirin
- Europees kampioenschap sprint
- Europees kampioenschap teamsprint (met Miriam Welte)
- Wereldbeker Cali, sprint

2011
- Duits kampioen sprint
- Europees kampioenschap teamsprint (met Miriam Welte)
- Wereldbeker Cali, sprint

2012
- Olympische Zomerspelen teamsprint (met Miriam Welte)
- Wereldkampioen teamsprint (met Miriam Welte)
- Wereldkampioenschap keirin
- Duits kampioen sprint

2013
- Wereldkampioen teamsprint
- Wereldkampioenschap sprint
- Europees kampioen sprint
- Europees kampioenschap teamsprint
- Europees kampioenschap keirin

2014
- Wereldkampioen teamsprint
- Wereldkampioen sprint
- Wereldkampioen keirin

2015
- Wereldkampioen sprint

2016
- Olympische Zomerspelen sprint
- Olympische Zomerspelen teamsprint
- Wereldkampioen keirin
- Wereldkampioenschap sprint
- Wereldkampioenschap teamsprint

2017
- Wereldkampioen sprint
- Wereldkampioen keirin
- Wereldkampioenschap teamsprint
- Europees kampioen sprint
- Europees kampioen keirin
- Europees kampioenschap teamsprint

2018
- Wereldkampioen teamsprint
- Wereldkampioen sprint

1988: Erika Salumäe ·
1992: Erika Salumäe ·
1996: Félicia Ballanger ·
2000: Félicia Ballanger ·
2004: Lori-Ann Muenzer ·
2008: Victoria Pendleton · 
2012: Anna Meares · 
2016: Kristina Vogel · 
2020: Kelsey Mitchell · 
2024: Ellesse Andrews
2012: Welte, Vogel ·
2016: Gong, Zhong ·
2020: Bao, Zhong ·
2024: Capewell, Finucane, Marchant
- Gemeinsame Normdatei: 1164981722
- Virtual International Authority File: 772153532449748820007